# Samuel Delgado
Samuel Delgado Serna (ur. 20 lipca 1993 w Albacete) – hiszpański piłkarz występujący na pozycji pomocnika w Cultural Leonesa.

## Statystyki klubowe
| Sezon   | Klub              | Kraj      | Liga               | Mecze | Bramki | Puchar Kraju | Mecze | Bramki |
| ------- | ----------------- | --------- | ------------------ | ----- | ------ | ------------ | ----- | ------ |
| 2012/13 | Albacete Balompié | Hiszpania | Segunda División B | 6     | 1      | -            | -     | -      |
| 2013/14 | Albacete Balompié | Hiszpania | Segunda División B | 31    | 3      | Puchar Króla | 2     | 1      |
| 2014/15 | Albacete Balompié | Hiszpania | Segunda División   | 34    | 4      | Puchar Króla | 4     | 0      |
| 2015/16 | Albacete Balompié | Hiszpania | Segunda División   | 27    | 2      | -            | -     | -      |
| 2016/17 | AD Alcorcón       | Hiszpania | Segunda División   | 9     | 0      | -            | -     | -      |
| 2016/17 | Cultural Leonesa  | Hiszpania | Segunda División B | 2     | 0      | -            | -     | -      |
| 2017/18 | Cultural Leonesa  | Hiszpania | Segunda División   | 12    | 2      | -            | -     | -      |

Stan na: 18 maja 2018 r.